# David Bodanis
David Bodanis (Chicago, ...) è un divulgatore scientifico statunitense. Visse per una decina d'anni in Francia ed è attualmente residente a Londra. È anche un popolare oratore ed economista. 

Si laureò all'Università di Chicago in matematica e si specializzò in biologia e genetica delle popolazioni.
Il suo primo successo da divulgatore scientifico fu The Secret House: 24 hours in the strange & wonderful world in which we spend our nights and days, un articolo scientifico in cui descrive fenomeni comuni nella vita quotidiana in ogni loro aspetto dal punto di vista di un essere piccolissimo.

Continuò a scrivere articoli nel medesimo stile del primo, compreso Electric Universe: How Electricity Switched On the Modern World (che gli avvalse il premio Aventis) e il suo più grande successo E=mc²: Biografia dell'equazione che ha cambiato il mondo in cui descrive quanto i fenomeni della vita comune dipendano dalle leggi della relatività.
Nel suddetto libro inoltre si fa riferimento alla storia d'amore fra Voltaire ed Émilie du Châtelet, storia che verrà ripresa ed approfondita nel suo quarto libro Passionate minds.

Il suo ultimo articolo, The Ten Commandments, pubblicato nel 2011, descrive i dieci comandamenti, come leggi tuttora attuali che possono aiutare una comunità mista a trattare ognuno in modo equo.